# رشید رمزی
رشید رمزی (عربی: رشيد رمزي؛ زادهٔ ۱۷ ژوئیهٔ ۱۹۸۰) دونده دو نیمه‌استقامت مراکشی‌تبار اهل مراکش است.